# Линнеевские общества

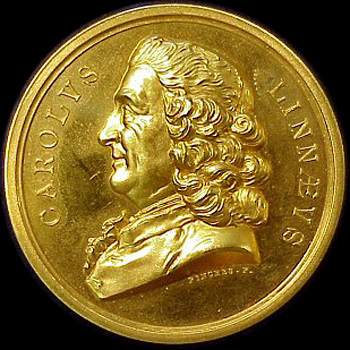
Медаль Линнея, ежегодно присуждаемая Лондонским Линнеевским обществом

Линне́евские о́бщества — научные общества натуралистов. Выдающийся шведский естествоиспытатель и медик Карл Линней (1707—1778) ещё при жизни приобрёл всемирную известность. Деятельность Линнея и его последователей стала очень важной для развития биологии, позволив ей в достаточно короткие сроки стать полноценной наукой. В конце XVIII века следование его учению стало повсеместным, во всём мире стали появляться научные общества, названные в его честь.
Наиболее известное из ныне действующих линнеевских обществ — Лондонское Линнеевское общество, являющееся одним из крупнейших в мире научных центров. Его деятельность направлена на содействие изучению всех аспектов биологических наук, с особым упором на эволюционную теорию, таксономию и биологическое разнообразия. Общество издаёт четыре биологических журнала, ежегодно присуждает различные награды в области биологии.
На родине Линнея действует Шведское линнеевское общество, которое занимается распространением знаний о жизни учёного и его вкладе в науку и поддерживает интерес к его научному наследию.

## Список линнеевских обществ
| Название общества                                                                               | Страна, город             | Создание — прекращение деятельности                                      |  |
| ----------------------------------------------------------------------------------------------- | ------------------------- | ------------------------------------------------------------------------ |  |
| Линнеевцы Бордо (фр. Linnéens de Bordeaux)                                                      | Франция, Бордо            | 1780—1818, переименовано в Линнеевское общество Бордо                    |  |
| Линнеевское общество Бордо (фр. Société linnéenne de Bordeaux)                                  | Франция, Бордо            | 1818 — поныне                                                            |  |
| Парижское Линнеевское общество (фр. Société linnéenne de Paris)                                 | Франция, Париж            | 1787—1790, переименовано в Парижское общество естественной истории       |  |
| Парижское Линнеевское общество (Société linnéenne de Paris)                                     | Франция, Париж            | 1821—1835                                                                |  |
| Парижское Линнеевское общество (Société linnéenne de Paris)                                     | Франция, Париж            | 1866—1922                                                                |  |
| Лондонское Линнеевское общество (англ. Linnean Society of London)                               | Великобритания, Лондон    | 1788 — поныне                                                            |  |
| Филадельфийское Линнеевское общество (англ. Linnean Society of Philadelphia)                    | США, Филадельфия          | 1806 — поныне                                                            |  |
| Бостонское Линнеевское общество (англ. Linnean Society of Boston)                               | США, Бостон               | 1813                                                                     |  |
| Лионское Линнеевское общество (фр. Société linnéenne de Lyon)                                   | Франция, Лион             | 1822 — поныне                                                            |  |
| Линнеевское общество Кальвадоса (фр. Société linnéenne du Calvados)                             | Франция, Кан              | 1823—1826, переименовано в Линнеевское общество Нормандии                |  |
| Линнеевское общество Нормандии (фр. Société linnéenne de Normandie)                             | Франция, Кан              | 1826 — поныне                                                            |  |
| Линнеевское общество Аббевилля (фр. Société d'émulation (linnéenne) d’Abbeville)                | Франция, Абвиль           | 1833—1838, переименовано в Линнеевское общество департамента Нор         |  |
| Линнеевское общество департамента Нор (фр. Société linnéenne du Nord de la France)              | Франция, Абвиль           | 1838—1847                                                                |  |
| Линнеевское общество департамента Нор                                                           | Франция, Амьен            | 1865—1936, переименовано в Линнеевское общество северной Пикардии        |  |
| Линнеевское общество северной Пикардии (фр. Société linnéenne Nord-Picardie)                    | Франция, Амьен            | 1936 — поныне                                                            |  |
| Настоящие друзья Линнея (фр. Les Vrais Amis de Linné)                                           | Бельгия, Брюссель         | переименовано в Линнеевское и флористическое общество                    |  |
| Линнеевское и флористическое общество (фр. Société linnéenne et de flore)                       | Бельгия, Брюссель         | переименовано в Королевское Линнеевское общество Брюсселя                |  |
| Королевское Линнеевское общество Брюсселя (фр. Société royale linnéenne de Bruxelles)           | Бельгия, Брюссель         | 1872—1934, переименовано в Королевское флористическое общество Брюсселя  |  |
| Королевское флористическое общество Брюсселя (фр. Société royale de Flore de Bruxelles)         | Бельгия, Брюссель         | 1935 — поныне                                                            |  |
| Линнеевское общество департамента Мен и Луара (фр. Société linnéenne de Maine-et-Loire)         | Франция, Анже             | 1854—1875                                                                |  |
| Линнеевское общество Нового Южного Уэльса (англ. Linnean Society of New South Wales)            | Австралия, Сидней         | 1874 — поныне                                                            |  |
| Линнеевское общество департамента Нижняя Шаранта (фр. Société linnéenne de Charente-Inférieure) | Франция, Сен-Жан-д’Анжели | 1877—1900                                                                |  |
| Нью-йоркское Линнеевское общество (англ. Linnaean Society of New York)                          | США, Нью-Йорк             | 1878 — поныне                                                            |  |
| Линнеевское общество Прованса (фр. Société linnéenne de Provence)                               | Франция, Марсель          | 1909 — поныне                                                            |  |
| Линнеевское общество департамента Нижняя Сена (фр. Société linnéenne de Seine-Inférieure)       | Франция, Гавр             | 1913 — переименовано в Линнеевское общество департамента Приморская Сена |  |
| Линнеевское общество департамента Приморская Сена (фр. Société linnéenne de Seine-Maritime)     | Франция, Гавр             | существует поныне                                                        |  |
| Шведское линнеевское общество (швед. Svenska Linnésällskapet)                                   | Швеция                    | 1917 — поныне                                                            |  |
| Квебекское Линнеевское общество (фр. Société linnéenne du Québec)                               | Канада                    | 1929 — поныне                                                            |  |
| Тулонское Линнеевское общество (фр. Société linnéenne de Toulon)                                | Франция, Тулон            |                                                                          |  |
| Линнеевское общество департамента Эна (фр. Société linnéenne de l’Aisne)                        | Франция                   |                                                                          |  |
| Линнеевское общество Анденна (фр. Société linnéenne d’Andenne-Seilles)                          | Бельгия, Анденн           | 1890                                                                     |  |
| Мадридское Линнеевское общество (исп. Sociedad Linneana Matritense)                             | Испания, Мадрид           | 1878—1881                                                                |  |